# Todima fulvicincta
Todima fulvicincta là một loài bọ cánh cứng trong họ Zopheridae. Loài này được Elston miêu tả khoa học năm 1922.